# Carl Piper
Carl Piper (født 29. juli 1647 i Stockholm i Sverige, død 29. maj 1716 i Sjlisselburg i Rusland) var en svensk greve og statsmand samt stamfar til den grevelige gren af Piper-familien. Han var en af kong Karl 12.s nærmeste rådgivere vedrørende indenrigs- og udenrigspolitiske spørgsmål.
Piper studerede ved Uppsala universitet og begyndte sin karriere som embedsmand i Karl 11.s feltkancelli og i Kammarkollegium. Til sit arbejde i Karl 11.s reduktioner blev han i 1689 udnævnt til statssekretær og kancelliråd. Efter Karl 12.s kroning i 1697 blev han udnævnt til kongelig råd og statsråd og blev ophøjet till friherre og greve. Under den Store Nordiske Krig tjente han som chef i Karl 12.s feltkancelli og var ansvarlig for forhandlingerne med Sveriges fjender Polen og Sachsen, som førte til freden i Warszawa og Altransträdt og til kong August 2.s detronisering. I 1705 blev han udnævnt til rigsmarskal og blev regnet som Karl 12.s første minister. Han deltog i kongens kampagne mod Rusland, men efter slaget ved Poltava i 1709 blev han fanget af russerne. Han tilbragte sin fangenskab i Rusland med at styre et administrationskontor i Moskva for at hjælpe de andre svenske krigsfanger, men efter mislykkede fængselsudvekslinger og hårdt pres fra russisk side blev Piper fængslet i Sjlisselburg, hvor han døde i 1716.
Piper udøvede en stor indflydelse både på Karl 11. og Karl 12., hvilket gjorde ham meget bejlet og beskyttet av svenske embedsmænd og udenlandske diplomater. Hans ægteskab med den velhavende Christina Törne og hans gode husholdning gjorde ham til en af Sveriges største jordejere i sin tid. Under hans fravær og fangenskab, samt efter hans død, blev hans rigdom brugt af Christina til at foretage vellykkede jordinvesteringer rundt om i Sverige.

## Trykte kilder
- Norrhem, Svante (2010). Christina och Carl Piper: en biografi. Lund: Historiska media. ISBN 978-91-86297-11-4 (inb.). {{cite book}}: Tjek |isbn=: invalid character (hjælp)CS1-vedligeholdelse: ref gentaget (link)

## Eksterne links
- Piper, 1. Karl i Nordisk familjebok (1. udgave, 1888)
- Piper, 1. Karl i Nordisk familjebok (2. udgave, 1915)
- Jonasson, Gustaf: Carl Piper   i Svenskt biografiskt lexikon (1995-1997)
- Palmgren, Sebell (1845). Biographiskt lexicon öfver namnkunnige svenska män: Elfte bandet. Uppsala: Wahlström & Widstrand. s. 223-247.